# 지산초등학교 길은분교
지산초등학교 길은분교는 대한민국 전라남도 진도군 지산면 길은리에 있었던 공립 초등학교이다.

## 연혁
- 1940년 5월 9일 지산공립심상소학교 소포간이학교 설립 인가
- 1940년 6월 10일 소포간이학교 개교
- 1941년 4월 1일 지산공립국민학교 소포간이학교 개편
- 1943년 4월 1일 길은공립국민학교 승격
- 일자미상 길은국민학교 개편
- 1993년 3월 1일 고야국민학교 보전분교장 편입
- 1996년 3월 1일 길은초등학교 개편, 보전분교장 폐교 및 지산초등학교 통폐합
- 2000년 9월 1일 지산초등학교 분교장 격하 편입
- 2008년 3월 1일 폐교 및 지산초등학교 통폐합